# توماس سولبرغ
توماس سولبرغ (بالنرويجية البوكمول: Thomas Solberg)‏ هو لاعب كرة قدم نرويجي في مركز الدفاع، ولد في 25 يناير 1970 في أوسلو في النرويج. لعب مع نادي أبردين ونادي فيكينغ.

## وصلات خارجية
- توماس سولبرغ على موقع اتحاد النرويج (النرويجية)
- توماس سولبرغ على موقع قاعدة بيانات كرة القدم.إي يو (الإنجليزية)
- توماس سولبرغ على موقع Soccerbase.com (لاعب) (الإنجليزية)